# Clarks Summit, Pennsylvania
Clarks Summit là một thị trấn thuộc quận Lackawanna, tiểu bang Pennsylvania, Hoa Kỳ. Năm 2010, dân số của thị trấn này là 5116 người.